# Палець долі (фільм, 1913)
Палець долі (англ. The Finger of Fate) — американська короткометражна драма 1914 року з Ірвінгом Каммінгсом в головній ролі.

## У ролях
- Ірвінг Каммінгс — доктор Вілбур

- Елінор Вудрафф — Марджорі Грейсон
- Флоренс Дай — місіс Грейсон - мати Марджорі
- M. O. Пенн
- Маргарет Ріссер